# ムジナクグ
ムジナクグ（学名：Carex x takoensis Endo et Yashiro）は千葉県香取郡多古町と千葉県山武郡横芝光町にまたがる多古光湿原にのみ生育するカヤツリグサ科スゲ属の植物である。
カヤツリグサ科スゲ属のムジナスゲとオオクグの交雑種。
1989年に生育が確認され、1995年に新種として発表された。学名の「takoensis」は多古光湿原の多古町側で発見されたことによる。

## 特徴
多年生草本。湿地性である。葉は単葉で互生。風媒による受粉し、水散布をする。親であるムジナスゲよりも幅広の葉を持ち、葉の裏面はオオクグに似て粉白色を帯びている。茎の先端に雄小穂、その下に雌小穂が出る。雌小穂の果胞はオオクグのように固く、表面に微細な毛が生えている。果胞の毛はムジナスゲの果胞の毛よりも短い。
ムジナクグは地下走出枝により生育範囲を拡げているが、元は1個体だった可能性があるという。
ムジナクグの親にあたるムジナスゲは本来高層の湿地に生育し、オオクグは汽水域に生育する植物である。本来は同じ場所に生育しないムジナスゲとムジナクグが生育する多古光湿原は内陸にあるが、縄文海進とその後の気候変動による海退により湿地化したエリアである。そのため、かつて汽水域だった時代に生育したオオクグと、寒冷だった時代に生育したムジナスゲがこの湿地の中に残り続け、ムジナクグという雑種を生むことになった。
およそ2000年前にムジナクグが形成されたと考えられている。

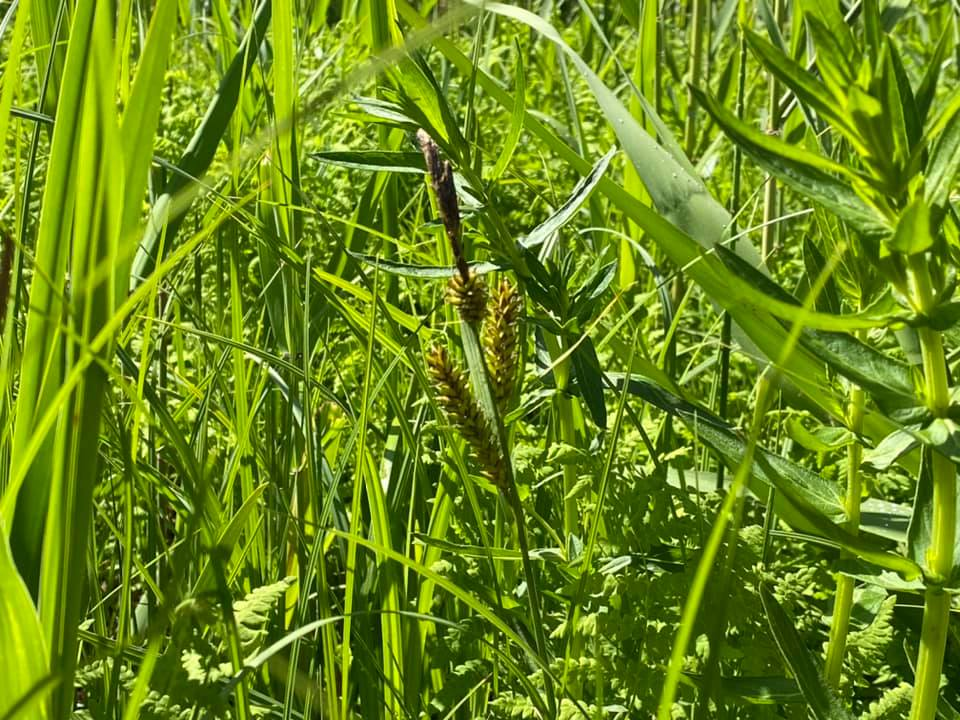
ムジナクグの親にあたるオオクグ

## 分布
ムジナクグが自然の状態で生育しているのは栗山川と借当川の合流点に位置する多古光湿原以外に発見されていない。湿原の中央部に点在し、群落を形成する箇所もある。他に、栗山川中流域の湿性植物を保護・育成する目的で作られたふれあい坂田池公園湿性植物園に移植されている。